# NGC 4936
NGC 4936 ist eine elliptische Galaxie mit aktivem Galaxienkern vom Hubble-Typ E1 im Sternbild Zentaur am Südsternhimmel. Sie ist schätzungsweise 132 Millionen Lichtjahre von der Milchstraße entfernt und hat einen Durchmesser von etwa 105.000 Lj.

Im selben Himmelsareal befinden sich u. a. die Galaxien NGC 4903, NGC 4905, NGC 4955, IC 844.
Das Objekt wurde am 6. Mai 1834 von John Herschel entdeckt.

## NGC 4256-Gruppe (LGG 328)
| Galaxie   | Alternativname | Entfernung/Mio. Lj |
| --------- | -------------- | ------------------ |
| NGC 4936  | PGC 45174      | 132                |
| NGC 4955  | PGC 45340      | 148                |
| PGC 45062 | ESO 443-39     | 129                |
| PGC 45215 | ESO 443-54     | 136                |
| PGC 45217 | ESO 443-55     | 151                |
| PGC 45293 | ESO 443-59     | 96!                |
| PGC 45351 | ESO 443-66     | 141                |